# Chelers
Chelers is een gemeente in het Franse departement Pas-de-Calais (regio Hauts-de-France) en telt 258 inwoners (1999). De plaats maakt deel uit van het arrondissement Arras.

## Geografie
De oppervlakte van Chelers bedraagt 8,1 km², de bevolkingsdichtheid is 31,9 inwoners per km².
De onderstaande kaart toont de ligging van Chelers met de belangrijkste infrastructuur en aangrenzende gemeenten.

## Demografie
Onderstaande figuur toont het verloop van het inwonertal (bron: INSEE-tellingen).